# Passiflora dioscoreifolia
Passiflora dioscoreifolia är en passionsblomsväxtart som beskrevs av Ellsworth Paine Killip. Passiflora dioscoreifolia ingår i släktet passionsblommor, och familjen passionsblomsväxter. Inga underarter finns listade i Catalogue of Life.